# Expo 2023
Expo 2023 měla být mezinárodní výstava, která se měla konat od 15. ledna do 15. dubna 2023 v Buenos Aires, hlavním městě Argentiny. Pořádání výstavy přidělil Mezinárodní úřad pro výstavnictví 15. listopadu 2017 na zasedání v Paříži. Neměla se řadit do kategorie světových výstav, nýbrž pouze mezinárodních, podobně jako Expo 2017.
Argentina si vybrala téma  Science, Innovation, Art and Creativity for Human Development. Creative industries in Digital Convergence.
V říjnu 2020 Argentina oznámila, že kvůli pandemii covidu-19 a argentinské finanční krizi se Expo v roce 2023 neuskuteční, jak bylo plánováno.

## Výběr pořadatele
Žádost o pořádání EXPO 2022/2023 podala následující města:
- Lodž, Polsko - EXPO 2022
- Minnesota, USA - EXPO 2023
- Buenos Aires, Argentina - EXPO 2023

Minnesota byla vyřazena ze soutěže po prvním kole hlasování. Lodž prohrála s Buenos Aires ve druhém kole.